# Kendelyan
Kendelyan är en ort i Azerbajdzjan.   Den ligger i distriktet Şəki Rayonu, i den centrala delen av landet, 260 km väster om huvudstaden Baku. Kendelyan ligger 355 meter över havet och antalet invånare är 780.
Terrängen runt Kendelyan är varierad. Närmaste större samhälle är Sheki, 14,9 km sydost om Kendelyan. 
Trakten runt Kendelyan består till största delen av jordbruksmark. Runt Kendelyan är det ganska glesbefolkat, med 38 invånare per kvadratkilometer.